# Cosenzaea
Genre
Cosenzaea est un genre de bacilles Gram négatifs (BGN) de la famille des Morganellaceae. Son nom provient de celui de bactériologiste Benjamin Cosenza qui en a donné la première description.
En 2022 c'est un genre monospécifique, la seule espèce connue Consenzaea myxofaciens (Cosenza & Podgwaite 1966) Giammanco et al. 2011 étant également l'espèce type du genre. Cette espèce était auparavant connue sous le nom de Proteus myxofaciens avant d'être reclassée en 2011 à l'occasion de la création du genre Cosenzaea.